# Protomitocondri
El protomitocondri és l'endosimbiont (organisme que viu dins d'un altre organisme) bacterial del qual es creu que deriven els mitocondris.

## Filogènia
Les anàlisis filogenètiques dels pocs gens que fins al moment han estat codificats en el genoma del mitocondris moderns suggereixen una naturalesa alfa-proteobacteriana per aquest endosimbiont. Malgrat que l'ordre Rickettsiales és el que ha estat proposat com a grup germà alfaproteobacterià dels mitocondris, no hi ha encara l'evidència definitiva respecte de quin grup alfabacterial en concret han sorgit els protomitocondris.

## Metabolisme
Toni Gabaldón i Martijn Huynen (2003) van reconstruir el proteoma i el metabolisme dels protomitocondris fent la comparació entre els genomes d'alfaproteobacterials (actuals, per tant no dels extints) i els genomes dels eucariotes. La seva conclusió va ser que el protomitocondri era un organisme alfaproteobacterià que catabolitzava lípids, glicerol i altres compostos proporcionats pel seu organisme hoste. Com a mínim 630 famílies de gens derivades d'aquest organisme es poden trobar encara en 9 genomes d'eucariotes analitzats en aquest estudi.